# Молдова на летних Олимпийских играх 2008
Молдова принимала участие в Летних Олимпийских играх 2008 года в Пекине (Китай) в четвёртый раз за свою историю, и завоевала одну бронзовую медаль. Сборную страны представляли 21 мужчина и 8 женщин.

## Бронза
- Бокс, до 54 кг — Вячеслав Гожан.